# 나치 독일의 행정 구역

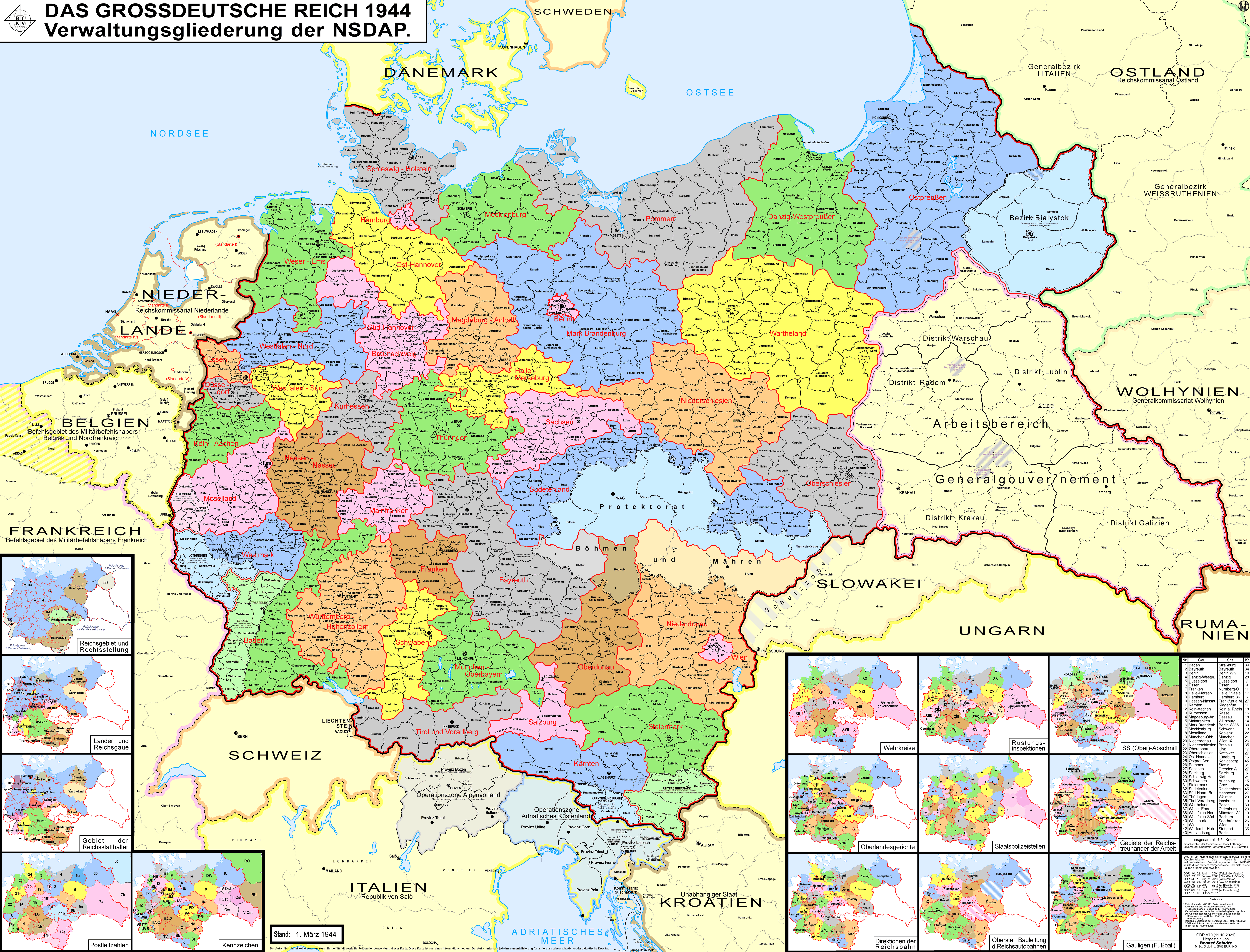
1944년 나치 독일의 사실상의 행정 구역.

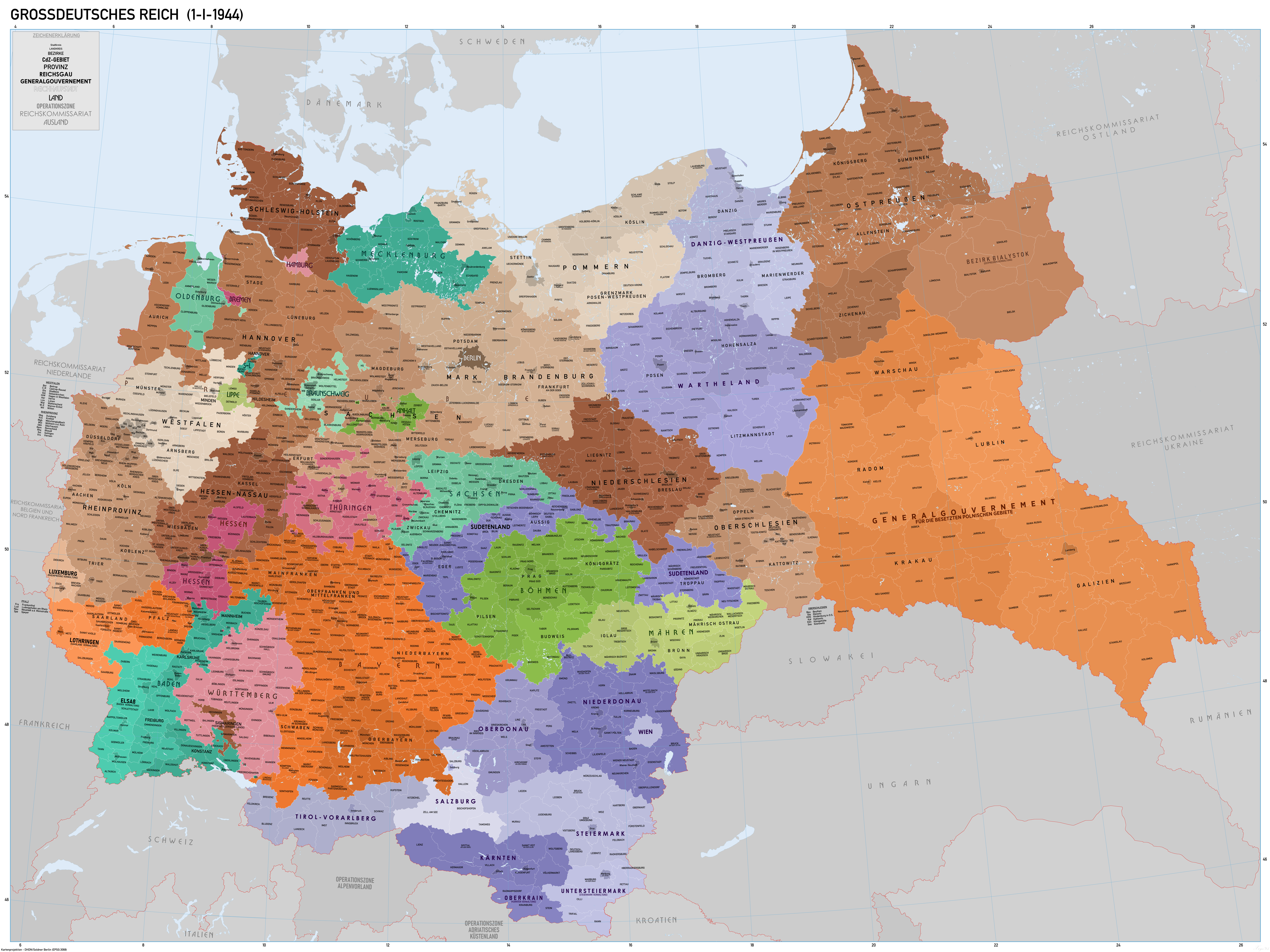
1944년 나치 독일의 법정 행정 구역

독일 바이마르 공화국 주 지도 1919 ~ 1937

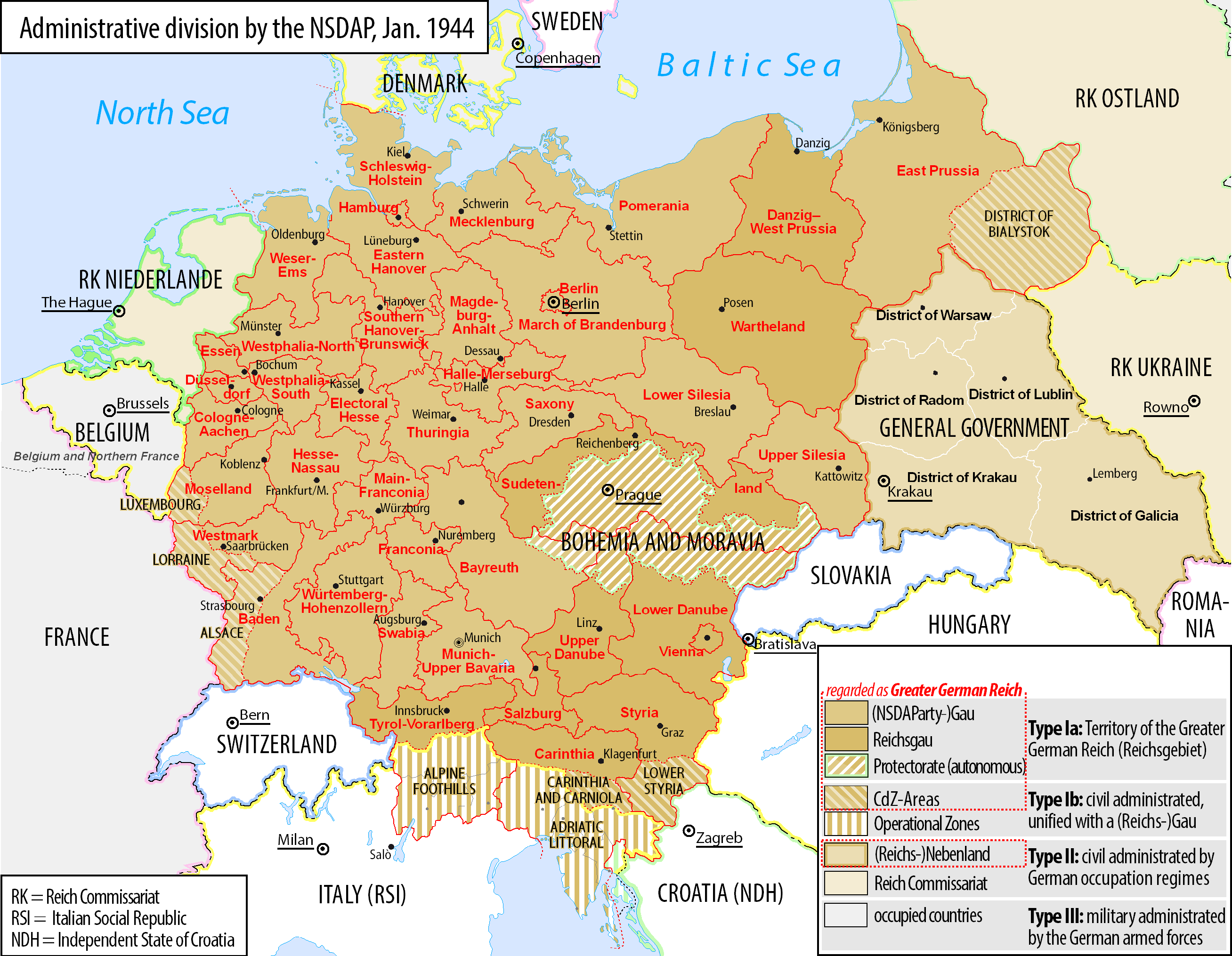
1944년 NS 행정부지도

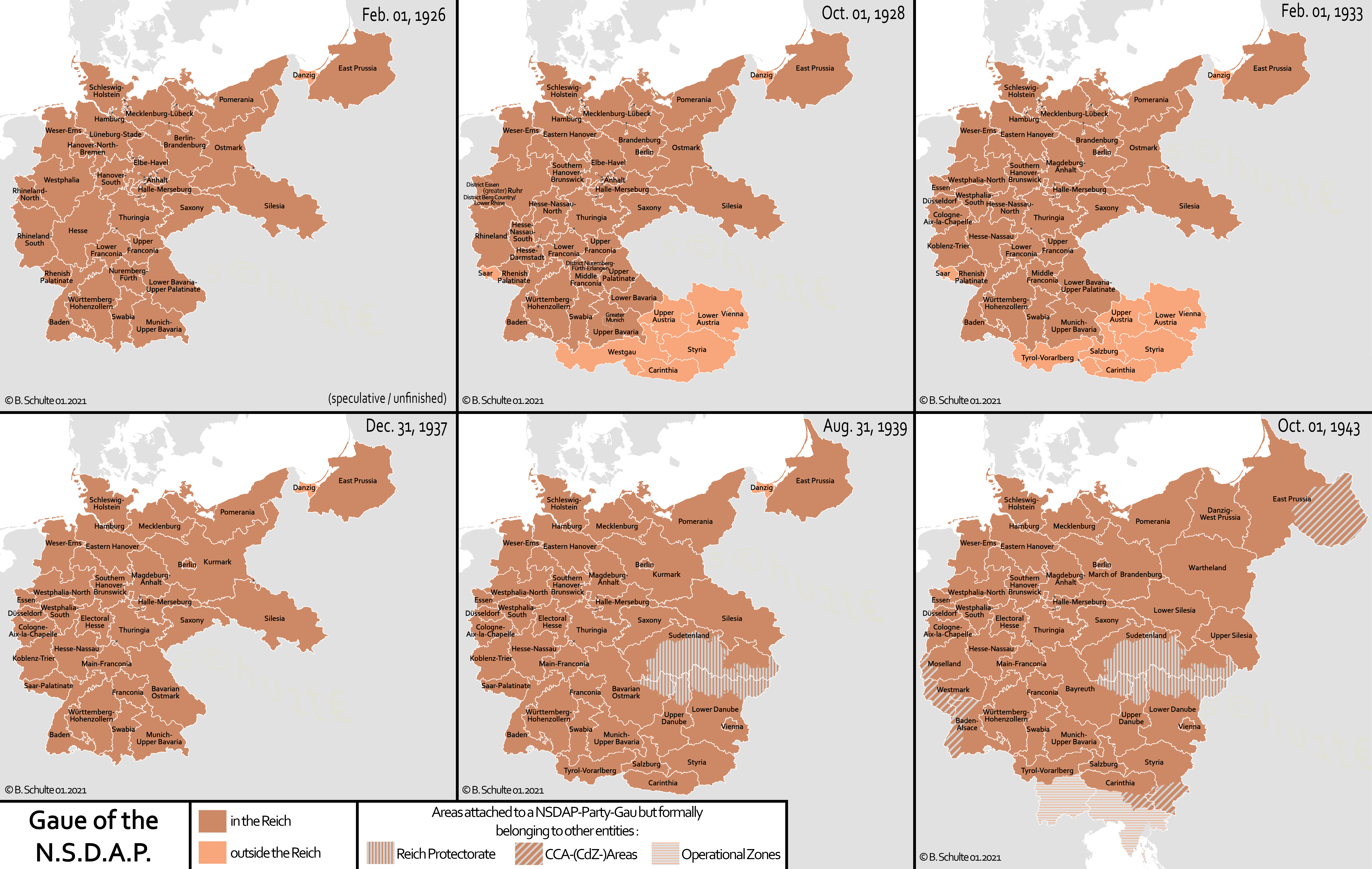
1926년, 1928년, 1933년, 1937년, 1939년, 1943년 나치 독일의 지도.

대관구 (단수형:관구)는 1934년부터 1945년까지 나치 독일의 주요 행정 구역이었다.
대관구는 1926년 1차 세계 대전 이후의 영토 변화에 따라 바이마르 공화국의 나치당 지역 지구로 형성되었다.  가우 시스템의 일부로서 1934년에 설립되었다 동기화을 교체하는 프로세스 도리 의 시스템 주정부 (미국)와 러시아 지방 이후에는 관리 목적을 개최, 전권 위임법 및 낮은 기관으로 감소 하였다. 각 대관구는 거의 독재 할 수 있는 권력을 가진 고위 나치당 관리인 대관구지휘자가 행정 지도자가 이끌었다.

## 어원
관구는 게르만어파 용어로, 종종 이전 또는 실제 속주이며 중세 시대에는 대략 잉글랜드 셔 해당하는 것으로 사용되었다. 이 용어는 1920년대에 나치당에 의해 주로 주 및 지역 경계를 기반으로 하는 바이마르 공화국의 당 지역 협회에 부여된 이름으로 되살아났다.

### 1930년대에 설립된 국가대관구
새로운 국가대관구는 오스트리아의 안슐루스와 뮌헨 협정에 주데텐란트의 합병 후에 설립되었다. 또한 뮌헨 협정으로 얻은 체코슬로바키아의 남부 지역은 일부가 아니라 이전 오스트리아의 북부 국가대관구에 통합되었다.

## 보헤미아-모라비아 보호령

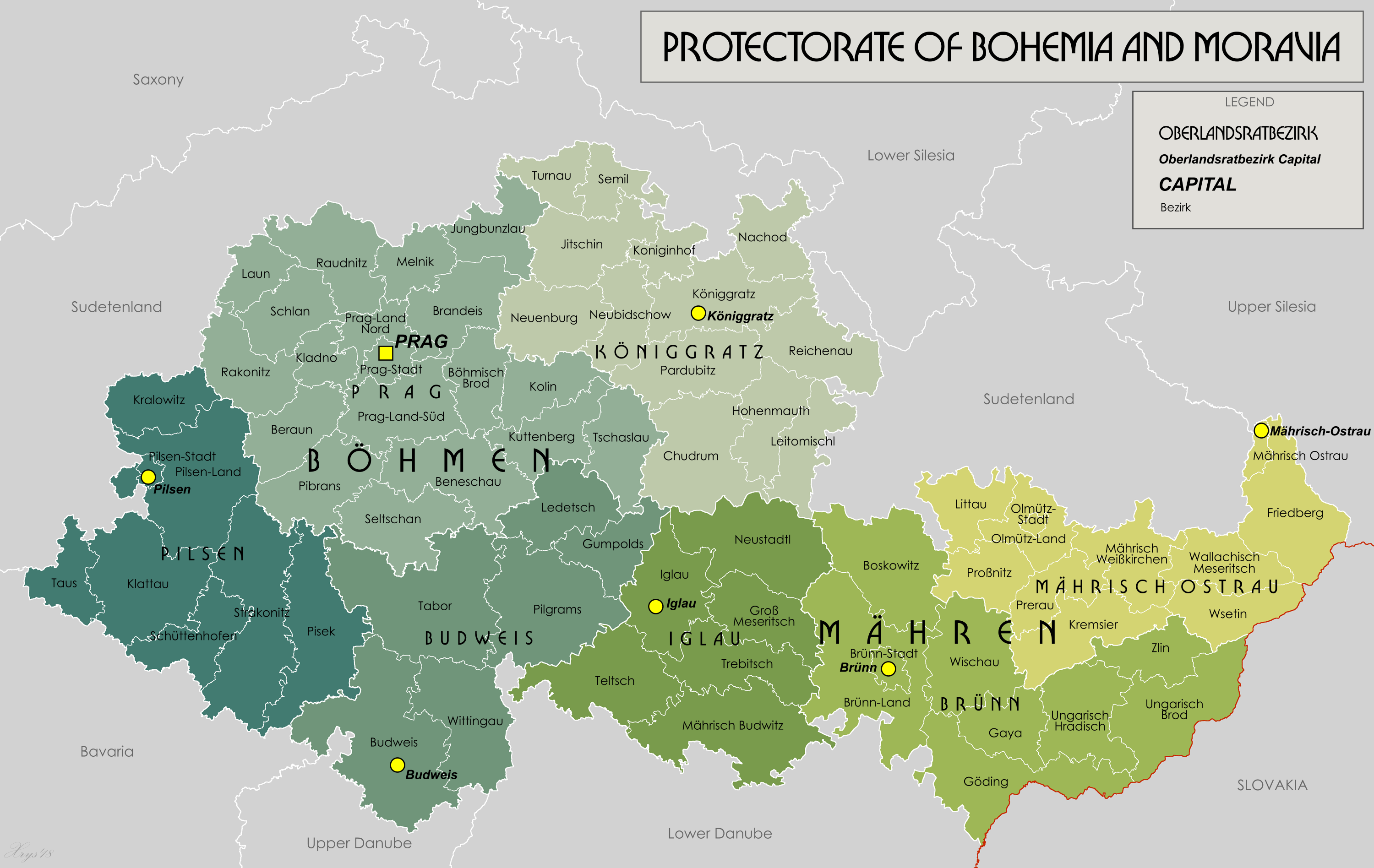
보호령 내의 정부 구역.

## 계획된 미래 지구

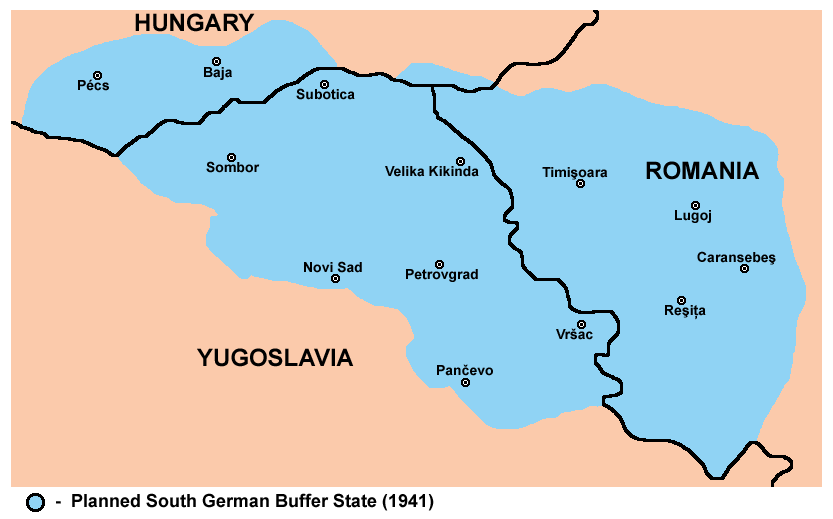
프린츠-오이겐 관구 의 예상 영역.

## 같이 보기
- 독일의 행정 구역
- 동독의 행정 구역
- 나치 독일이 병합한 지역
- 대관구지휘자 목록
- 독일 제국

## 참고 문헌
- Der große Atlas der Weltgeschichte (독일어), 역사지도 책, 출판 : 1990 년, 출판사 : Orbis Verlag, 뮌헨,ISBN 3-572-04755-2